# PlayStation Now

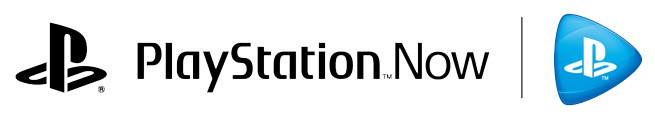
PlayStation Now és el servei que permet als usuaris jugar a jocs en streaming.

El PlayStation Now (PS Now) és un servei de subscripció de jocs per streaming desenvolupat per Sony Interactive Entertainment. El servei permet als seus membres reproduir jocs de PlayStation 2, PlayStation 3 i PlayStation 4 a la PlayStation 4 i a l'ordinador. En el cas d'alguns jocs de la PlayStation 2 i pel que fa a tot el catàleg de PlayStation 4 hi ha la possibilitat de descarregar-ho en la consola. Avui dia compte amb més de 700 títols de les diverses consoles.
Els dispositius que no siguin PlayStation necessitaran un controlador DualShock 3, 4 o qualsevol altre compatible amb DirectInput, com els anteriorment esmentats o el controlador d'una Xbox, per a utilitzar el servei. Si els membres pretenen reproduir els seus jocs, Sony recomana als jugadors tenir una connexió a Internet de 5 Mbps per tenir un bon rendiment.

## Història[2][3][4][5]
El PlayStation Now es va anunciar el 7 de gener de 2014 al Consumer Electronics Show. En el CES, Sony va presentar demostracions de The Last of Us, God of War: Ascension, Puppeteer i Beyond: Two Souls, jugables a través del PS Now en televisions Bravia i en la PlayStation Vita. La beta tancada va començar als Estats Units el 28 de gener amb PS3 i el 19 de maig es va afegir a la PS4.
Per implementar aquest servei, Sony va crear una placa base equivalent a 8 unitats de la consola PS3 en un emmagatzemador de servidors per permetre que els jocs funcionessin, en canvi de l'emulació de programari, a causa de la complexitat arquitectònica.
La beta oberta del servei va ser llançada a la PS4 en els Estats Units i el Canadà el 31 de juliol de 2014, a la PS3 el 18 de setembre i a la PS Vita i PS TV el 14 d'octubre del mateix any, amb suport per a televisions Bravia 2014 que sortirien al mercat més tard. A la Gamescom del 2014, Sony Computer Entertainment va anunciar que el PS Now arribaria a Europa el 2015, exactament al Regne Unit. El 24 de desembre de 2014, Sony va anunciar que PlayStation Now s'ampliaria a les altres marques electròniques.
Sony va confirmar que la versió final del PlayStation Now arribaria a Amèrica del Nord a PS4 el 13 de gener de 2015. El 7 de març de 2015, es va revelar que PlayStation Now era accessible a Europa. Les invitacions oficials a la beta a Europa van començar a sortir als propietaris de PS4 el 15 d'abril de 2015.
El 17 de febrer de 2017, Sony va anunciar que abandonaria PlayStation Now a PlayStation 3, PlayStation Vita, PlayStation TV, televisors Sony Bravia (modelats entre el 2013–15), reproductors Blu-ray de Sony i totes les televisions de Samsung el 15 d'agost d'aquell any.
El 20 de setembre de 2018, Sony va anunciar que els usuaris de PlayStation 4 podrien descarregar els jocs PlayStation 2 i PlayStation 4 oferts a través del servei, ja que Sony va començar a desplegar gradualment la nova funció als subscriptors.
El 23 de gener de 2019, Sony va anunciar que el servei es llançaria a Espanya, Itàlia, Portugal, Noruega, Dinamarca, Finlàndia i Suècia a finals de l'any. Una beta per a aquests països es va llançar a principis de febrer i el servei complet es va llançar el 12 de març de 2019.
PlayStation Now està actualment disponible a Àustria, Bèlgica, Canadà, Dinamarca, Finlàndia, França, Alemanya, Irlanda, Itàlia, Japó, Luxemburg, Països Baixos, Noruega, Portugal, Espanya, Suècia, Suïssa, Regne Unit i Estats Units.